# Lucien-Paul Thomas
Pour les articles homonymes, voir Thomas.
Lucien-Paul Thomas (1880-1948) est un hispaniste belge spécialiste de Luis de Góngora.

## Éléments biographiques
Lucien-Paul Thomas étudie la philologie classique puis la philologie romane à l'université de Liège où il a pour professeur Maurice Wilmotte.
De 1905 à 1914, il enseigne les littératures romanes à l'université de Giessen. Après-guerre, l'université libre de Bruxelles l'accueille : il y fonde l'Institut d'Études hispaniques en 1932 et est doyen de la faculté de philosophie et lettres de 1938 à 1941.
Il est élu à l'Académie royale de langue et de littérature françaises de Belgique en 1934 et nommé membre correspondant de l'Académie royale espagnole.
Il est le père du biochimiste belge René Thomas.

## Quelques publications
- Études sur Góngora et le gongorisme considérés dans leurs rapports avec le marinisme, 1908 (disponible en ligne sur le site de l'Académie royale des sciences, des lettres et des beaux-arts de Belgique)
- Le Lyrisme et la préciosité cultistes en Espagne, 1909
- La Genèse de la philosophie et le symbolisme dans “La Vie est un songe” de Calderón, 1910
- Précieuses de France et Précieuses d'Espagne, 1920
- François Bertaut et les conceptions dramatiques de Calderón, 1921
- Ronsard et quelques poètes de la “rose du soir”. Le Thème de la fleur et du pré, 1924
- Pascal et saint Ignace, 1925
- Le Vers moderne, ses moyens d'expression, son esthétique, 1943

Lucien-Paul Thomas a traduit des poèmes de Luis de Góngora et plusieurs œuvres de Pío Baroja.